# Prionospio fauchaldi
Prionospio fauchaldi är en ringmaskart som beskrevs av Maciolek 1985. Prionospio fauchaldi ingår i släktet Prionospio och familjen Spionidae.
Artens utbredningsområde är Mexikanska golfen. Inga underarter finns listade i Catalogue of Life.